# Георгиос Мандзаропулос
Георгиос Мандзаропулос (на гръцки: Γεώργιος Μαντζαρόπουλος) е гръцки общественик и политик, кмет на македонския град Катерини, Гърция, от 1920 до 1922 година.

## Биография
Мандзаропулос е роден в 1864 година. Един от най-старите общински съветници на Катерини. Избран е за член на Общинския съвет, председателстван от Георгиос Папарасхос. След оставката на заместник-председателя Димитриос Цамис, Мандзаропулос заема неговото място. След увеличаването на броя на общинските съветници от 11 до 15, Мандзаропулос е избран за председател на съвета, а заместник става Йоанис Анагностопулос.
Умира в Катерини през 1949 година.